# درز (خیاطی)

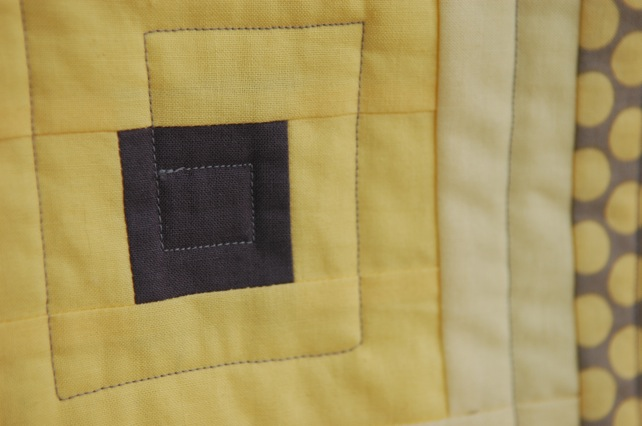
درزهای لحاف

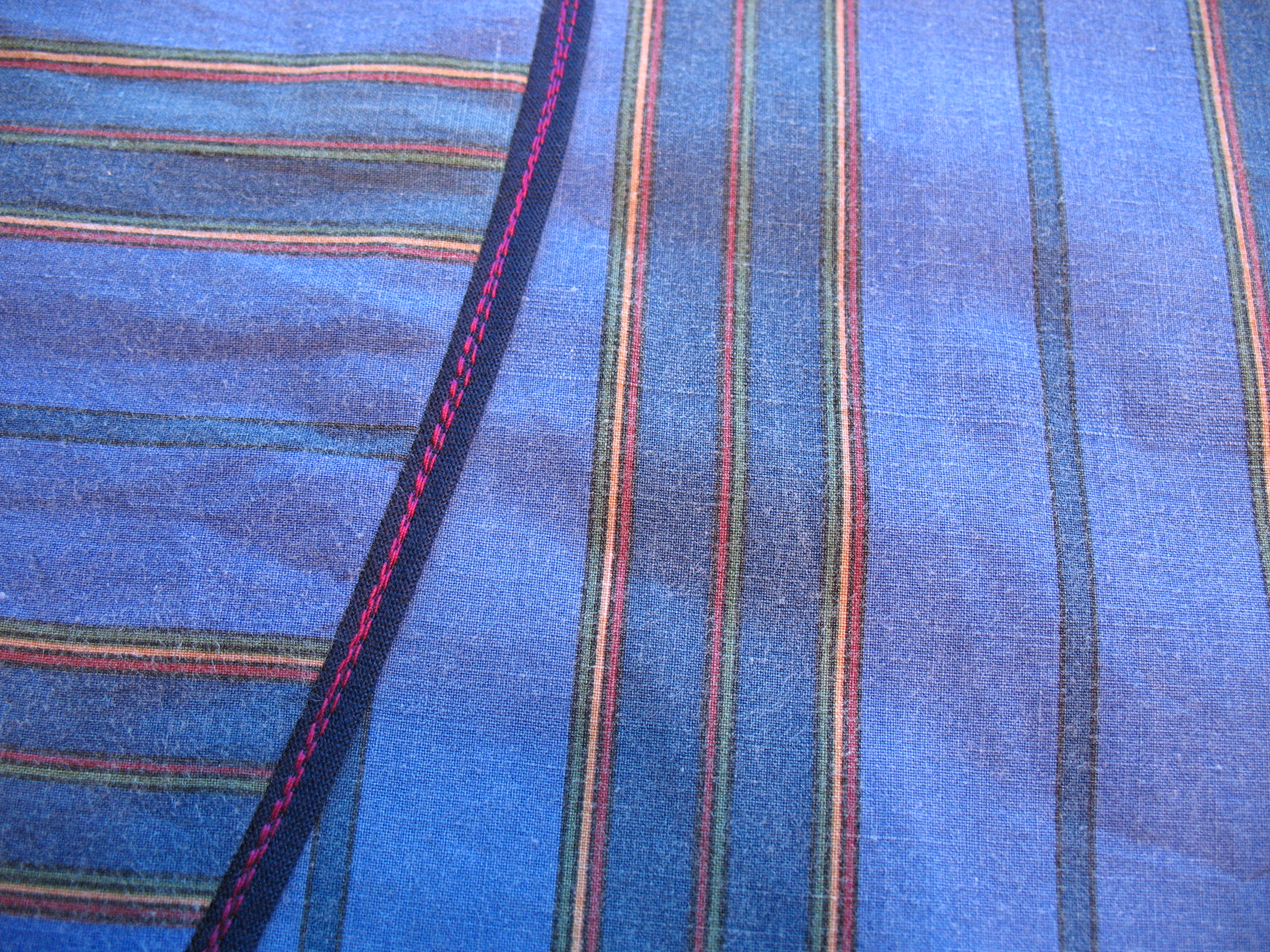
درز منحنی

درز در خیاطی، محل اتصال دو یا چند لایه پارچه، چرم، یا منسوجات دیگر است که با کوک کنار هم نگه داشته می‌شوند. پیش از اختراع چرخ خیاطی، همهٔ درزها را با دست می‌دوختند. امروزه درزهای منسوجات خانگی، کالاهای ورزشی، و البسهٔ آماده که در مقیاس انبوه تولید می‌شوند را با ماشین‌های دوخت کامپیوتری می‌دوزند، اما برای کفش‌های خانگی، لباس‌های زنانه و مردانه، اوت کوتور ممکن است از ترکیب ماشین و دست استفاده کنند.
در صنعت پوشاک، درزها را بسته به نوع (ساده، دوبله خوابیده، دوبله شکسته، و فرانسوی) و موقعیت درز در محصول نهایی (درز وسط پشت، درز داخلی، درز جانبی) دسته‌بندی می‌کنند. درزها را با فنون متفاوت پاکدوزی می‌کنند تا لبهٔ پارچه‌ها ریش‌ریش نشود و داخل لباس‌ها تمیز بماند.

## انواع
همهٔ درزهای در صنعت پوشاک، به چهار دستهٔ کلی زیر تقسیم می‌شوند:
- درزهای ساده (بخیه با چرخ)
- دودرزه‌های فرانسوی
- درزهای دوبله شکسته
- درزهای دوبله خوابیده

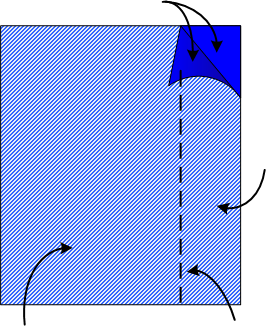
درز ساده
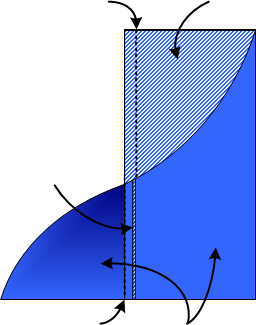
درز فرانسوی
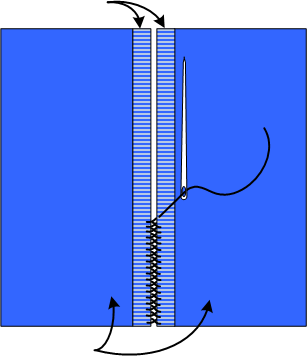
درز قدیمی یا آلمانی
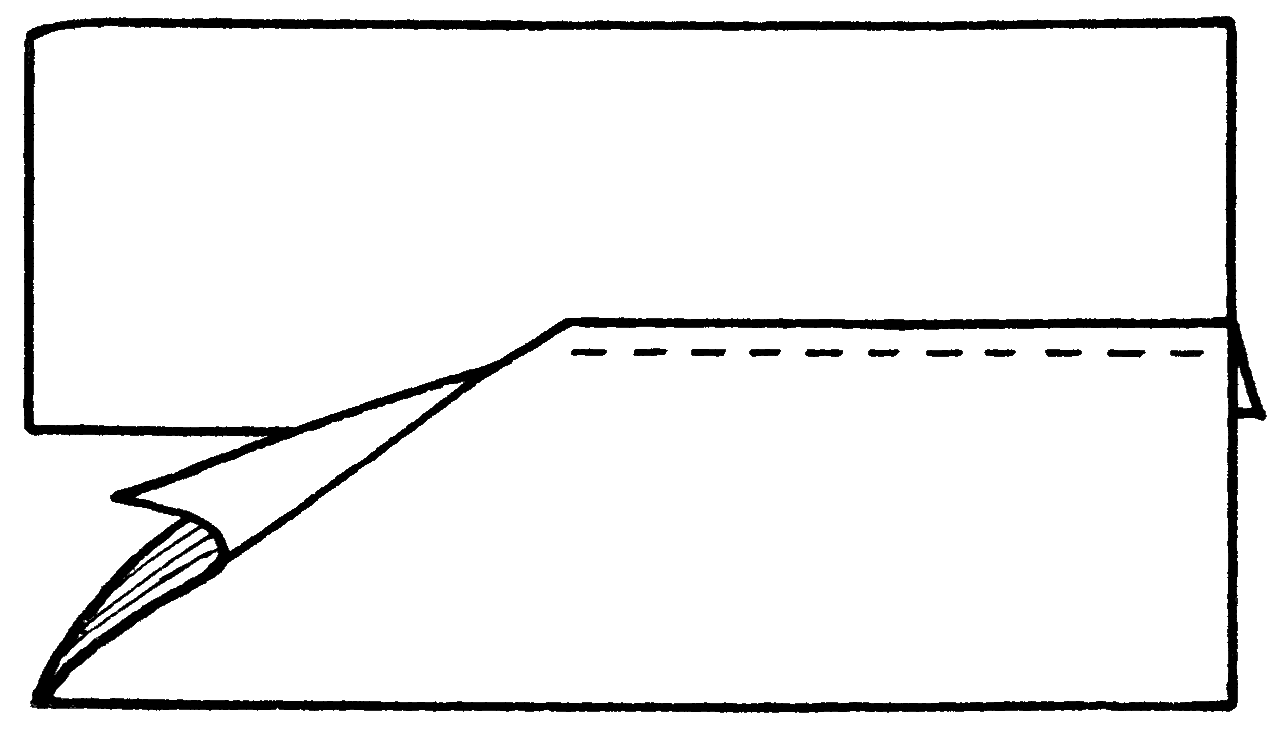
درز دوبله خوابیده

## پاکدوزی
پاکدوزی درز به منظور جلوگیری از ریش‌ریش شدن لبه‌های پارچه در درزهای ساده به کار گرفته می‌شود.